# Рейнджер (Джорджія)
Рейнджер (англ. Ranger) — місто (англ. town) в США, в окрузі Гордон штату Джорджія. Населення — 107 осіб (2020).

## Географія
Рейнджер розташований за координатами 34°30′5″ пн. ш. 84°42′40″ зх. д. / 34.50139° пн. ш. 84.71111° зх. д. (34.501261, -84.711067).  За даними Бюро перепису населення США в 2010 році місто мало площу 2,11 км², уся площа — суходіл.

## Демографія
Згідно з переписом 2010 року, у місті мешкала 131 особа в 46 домогосподарствах у складі 39 родин. Густота населення становила 62 особи/км².  Було 54 помешкання (26/км²).
Расовий склад населення:
| - 100,0 % — білих |

До двох чи більше рас належало 0,0 %. Частка іспаномовних становила 1,5 % від усіх жителів.
За віковим діапазоном населення розподілялося таким чином: 25,2 % — особи молодші 18 років, 54,2 % — особи у віці 18—64 років, 20,6 % — особи у віці 65 років та старші. Медіана віку мешканця становила 41,8 року. На 100 осіб жіночої статі у місті припадало 111,3 чоловіків;  на 100 жінок у віці від 18 років та старших — 96,0 чоловіків також старших 18 років.
Медіана доходів становила 39 250 доларів для чоловіків та 21 250 доларів для жінок. За межею бідності перебувало 11,2 % осіб, у тому числі 3,5 % дітей у віці до 18 років та 24,0 % осіб у віці 65 років та старших.
Цивільне працевлаштоване населення становило 41 осіб. Основні галузі зайнятості: освіта, охорона здоров'я та соціальна допомога — 26,8 %, транспорт — 24,4 %, виробництво — 17,1 %.